# Eugène Ernesta
Eugène Ernesta (ur. 9 października 1974) – seszelski lekkoatleta, który specjalizował się w skoku wzwyż.
Brązowy medalista mistrzostw Afryki (2000). W 2002 roku podczas afrykańskiego czempionatu zajął czwarte miejsce, a w roku 2006 był dwunasty. Wielokrotny złoty medalista mistrzostw Seszeli. Rekord życiowy: 2,20 (13 lipca 2000, Algier).